# Indicele Societăților de Investiții Financiare
Indicele Societăților de Investiții Financiare (BET-FI) reflectă tendința de ansamblu a prețurilor fondurilor de investiții tranzacționate în cadrul BVB. Având o valoare inițială de 1,000 puncte, indicele a cunoscut o creștere spectaculoasă de-a lungul anilor 2000-2007, atingând 92.316 puncte pe 16 iulie 2007.
Indicele este compus din cinci companii: SIF1- Banat-Crișana; SIF2- Moldova; SIF3- Transilvania; SIF4- Muntenia; SIF5- Oltenia. Acestea sunt deseori cele mai lichide companii tranzacționate la BVB și nu sunt incuse în Indicele compozit al Bursei de Valori București.